# Oreochromis esculentus
Oreochromis esculentus es una especie de peces de la familia Cichlidae en el orden de los Perciformes.

## Morfología
Los machos pueden llegar alcanzar los 50 cm de longitud total.

## Distribución geográfica
Se encuentran en África: lago Victoria, río Malawi (Uganda) y el lago Gangas.